# 科濟利夫希納
51°56′52″N 32°42′21″E / 51.94778°N 32.70583°E
科濟利夫希納（烏克蘭語：Козилівщина），是烏克蘭北部的村莊，隸屬切爾尼希夫州的諾夫霍羅德-錫韋爾斯基區。該村面積0.16平方公里，海拔高度180米，2001年人口29，人口密度每平方公里181.3人。